# 715
El 715 (DCCXV) fou un any comú començat en dimarts del calendari julià.

## Esdeveniments
- Gregori II és escollit papa
- Construcció de la gran mesquita de Damasc
- Gran terratrèmol a Turquia

## Defuncions
- juliol, Joan VI de Constantinoble. Patriarca de Constantinoble
- 30 agost. Príncep Hozumi. Aristòcrata i home d'estat japonès